# Power Paladin
 (septembre 2023).
Pour les articles homonymes, voir Paladin (homonymie).
Power Paladin est un groupe islandais de power metal, originaire de Reykjavik.

## Histoire
Le groupe est formé en 2017 à Reykjavik, sous le nom de Paladin avant de changer de nom pour Power Paladin en 2020. Dans une interview faite en 2022, ils expliquent ce changement du nom : « [Power Paladin] reflète parfaitement ce qu'est le power metal. Les paladins sont des guerriers vertueux qui se battent pour la justice. Le nom lui-même est très exaltant. De plus, (le chanteur) Atli (Guðlaugsson) a le cœur pur et l'esprit juste, et il ne joue que des paladins dans les jeux de rôle où c'est possible. »
En 2021, le groupe signe un contrat avec Atomic Fire Records. En novembre 2021, ils publient un premier clip, celui du single Righteous Fury. En janvier 2022, ils sortent leur premier album, With the Magic of Windfyre Steel, qui contient le single d'ouverture Kraven the Hunter, et qui attire la presse spécialisée internationale,,,,. Kraven the Hunter est le deuxième single clippé du groupe, sorti fin 2021.

## Thèmes
Les paroles de leurs morceaux ont pour thème le fantastique, et incluent des références à Spider-Man.

## Membres
- Atli Guðlaugsson - chant
- Kristleifur Þorsteinsson - basse
- Ingi Thorisson - guitare
- Bjarni Þór Jóhannsson - guitare
- Einar Karl Júlíusson - batterie
- Bjarni Egill Ögmundsson - claviers

## Discographie

### Album studio
- 2022 : With the Magic of Windfyre Steel

### Singles
- 2021 : Kraven the Hunter
- 2021 : Righteous Fury